# 华西俞藤
华西俞藤（学名：Yua thomsonii var. glaucescens）为葡萄科俞藤属下的一个变种。

## 扩展阅读
- 維基物種上的相關：华西俞藤